# 高井几董
高井 几董（たかい きとう、寛保元年〈1741年〉 - 寛政元年10月23日〈1789年12月9日〉）は、江戸時代中期の俳諧師。幼名は小八郎、前号雷夫、別号に晋明・高子舎・春夜楼・塩山亭・三世夜半亭など。

## 経歴
京都の俳諧師・高井几圭の次男として生まれる。几圭は早野巴人に入門し、京俳壇で名を馳せた人物だった。幼少期から俳諧に親しみ、父の記念集『はなしあいて』に初入集。父の死後、几の字を受け継いで「几董」と号した。
明和7年（1770年）30歳の時、与謝蕪村に入門した。蕪村は夜半亭三世を継がせる意向だったとされる。1772年（明和9年）初撰集『其雪影』刊行、その後も久村暁台らと『あけ烏』『続明烏』を刊行し、中興俳壇の絶頂期をもたらした。安永7年（1779年）には蕪村と二人で大坂・摂津・播磨・瀬戸内方面に吟行の旅に出た。天明3年（1784年）の蕪村死後は追悼集『から楢葉』『蕪村句集』を編んだ。天明5年（1785年）、早野巴人の『一夜松』の続編を編もうとした蕪村の遺志を継ぐために江戸に下向し、大島蓼太の推挙により三世夜半亭を継承した。天明6年（1786年）に『続一夜松』前後集を刊行した。天明8年（1788年）京都の大火に見舞われて以来、門人の間を転々とした。寛政元年（1789年）歿、享年49。

## 作品

### 編著作集
- 『日発句集』
- 『初懐紙』
- 『其雪影』
- 『あけ烏』
- 『井華集』
- 『続一夜松』

### 図書
- 高浜虚子編 編『几董全集』ほととぎす発行所〈俳諧叢書 第5編〉、1900年3月。 NCID BA32326828。
  - 高浜虚子編 編『几董全集』（4版）俳書堂〈俳諧叢書 第5編〉、1909年8月。 NCID BN15054803。全国書誌番号:41002298。
- 伊藤松宇編 編『新編蕪村几董附合集』博文館、1908年5月。 NCID BN15048298。全国書誌番号:41002479。
- 『晋明集 几董句稿』勝峯晋風解説、遠藤蓼花校、古今書院、1924年4月。 NCID BA53744225。全国書誌番号:43021220。
- 『新雑談集』潁原退蔵校註、天青堂〈古俳書文庫 第4篇〉、1924年5月。 NCID BN12872248。全国書誌番号:43040692 全国書誌番号:59000885。
- 『晋明集 几董句稿』 続編、勝峯晋風解説、遠藤蓼花校、古今書院、1924年7月。 NCID BA53744225。全国書誌番号:43021221。
- 『其雪影・続明烏』潁原退蔵校註、天青堂〈古俳書文庫 第5篇〉、1924年7月。 NCID BN12874844。全国書誌番号:43040693 全国書誌番号:59001814。
- 『遊子行・よし野紀行』潁原退蔵校註、天青堂〈古俳書文庫 第7篇〉、1924年9月。 NCID BN12874301。全国書誌番号:43040695 全国書誌番号:59002394。
- 浅見美智子編 編『几董俳句全集』浅見美智子、1958年10月。 NCID BA59192700。
- 天理図書館善本叢書和書之部編集委員会編 編『几董句稿』 上、天理大学出版部〈天理図書館善本叢書 和書之部 第51巻〉、1979年9月。 NCID BN01543925。全国書誌番号:79031960。
- 天理図書館善本叢書和書之部編集委員会編 編『几董句稿』 下、天理大学出版部〈天理図書館善本叢書 和書之部 第52巻〉、1979年11月。 NCID BN01543925。全国書誌番号:80003572。
- 天明俳書集刊行会編 編『几董集』臨川書店、1991年10月。 NCID BN06961398。全国書誌番号:92013760。
- 『几董発句全集』浅見美智子編校、八木書店、1997年6月。 NCID BA31427852。全国書誌番号:98022071。

### 代表句
- 水に落ちし椿の氷る余寒かな
- 絵草紙に鎮おく店や春の風
- むらさきに夜は明けかかる春の海
- 明（あけ）いそぐ夜の美しき竹の月
- 秋あつき日を追うて咲く木槿（むくげ）かな
- 淋しさの年々高し花芒（すすき）
- かなしさに魚喰ふ秋の夕べかな
- やはらかに人わけゆくや勝角力
- 年かくすやりてが豆を奪ひけり
- 穢多村の裏を逃げ行く清水かな